# Narodowy Instytut Muzeów
Narodowy Instytut Muzeów (NIM) – państwowa instytucja kultury w Polsce, w latach 2011–2023 działająca pod nazwą Narodowy Instytut Muzealnictwa i Ochrony Zbiorów (NIMOZ), powstała z przekształcenia Ośrodka Ochrony Zbiorów Publicznych. Obecnie stanowisko dyrektora zajmuje dr Paulina Florjanowicz. Przewodniczącym Rady Programowej jest prof. Jack Lohman. 

## Historia
Od 2 września 2023 instytucja funkcjonuje pod nazwą Narodowy Instytut Muzeów (NIM). Narodowy Instytut Muzealnictwa i Ochrony Zbiorów (NIMOZ) rozpoczął działalność w marcu 2011 na podstawie zarządzenia Ministra Kultury i Dziedzictwa Narodowego. Pierwszym dyrektorem został dr. hab. Piotr Majewski.
NIMOZ powstał w oparciu o struktury Ośrodka Ochrony Zbiorów Publicznych (OOZP), powołanego w 1988 dzięki staraniom Jacka Rulewicza, ówczesnego dyrektora Zamku Ujazdowskiego w Budowie. Do 2011 stanowisko dyrektora OOZP piastował Piotr Ogrodzki.
OOZP początkowo działał pod nazwą Ośrodek Ochrony Obiektów Muzealnych, a jego celem była ochrona muzeów przed kradzieżami i pożarami, a także ewidencja strat w zbiorach publicznych. W tych czasach powstał pierwszy w Polsce katalog skradzionych dóbr kultury. W 1991 roku rozszerzono zakres działania instytucji o biblioteki, archiwa i zabytki nieruchome oraz przemianowano na Ośrodek Ochrony Zbiorów Publicznych.

## Działalność
Zgodnie ze statutem Narodowego Instytutu Muzeów (NIM) do zakresu jego działalności należy wyznaczanie i upowszechnianie standardów oraz dobrych praktyk w zakresie muzealnictwa i ochrony zbiorów, wspieranie rozwoju kadr muzealnych, inicjowanie i wspieranie współpracy pomiędzy muzeami oraz podejmowanie działań na rzecz zapewnienia bezpieczeństwa polskich muzeów i ich zbiorów.
NIM zajmuje się m.in. działalnością wydawniczą, programami wsparcia finansowego, organizacją szkoleń dla muzealników oraz konkursów dla muzeów, przede wszystkim Konkursu na Wydarzenie Muzealne Roku „Sybilla”.
Instytut współpracuje nie tylko z muzeami, lecz także organizacjami muzealników w Polsce (m.in. Stowarzyszenie Muzealników Polskich, Polski Komitet Narodowy ICOM) oraz za granicą (m.in. Network of European Museums Organisations).
Od 2022 roku NIM organizuje również doroczny konkurs: "Muzealna Książka Roku", w którym docenia najciekawsze i najlepiej wydane publikacje muzealne, zarówno naukowe, katalogowe jak i edukacyjne. 
W 2022 NIM rozpoczął również realizację projektu inwestycyjnego polegającego na budowie PANOPTIKUM – centrum kompetencji dla muzeów, które ma być oddziałem Narodowego Instytutu Muzeów. Zlokalizowany w Lesznowoli pod Warszawą oddział zapewni szeroki wachlarz usług dla muzeów z całej Polski, m.in. wspieranie rozwoju kadr muzealnych, zapewnienie bezpieczeństwa przechowywanych zbiorów, ich konserwację i dokumentację, a także realizację programu edukacyjnego dla wszystkich zainteresowanych działalnością muzealną.

## Dyrektorzy
- Piotr Ogrodzki (1986–2011)[7]
- dr hab. Piotr Majewski (2011–2022)[13][14]
- dr Paulina Florjanowicz (od 2023)[2]